# Poltergeist

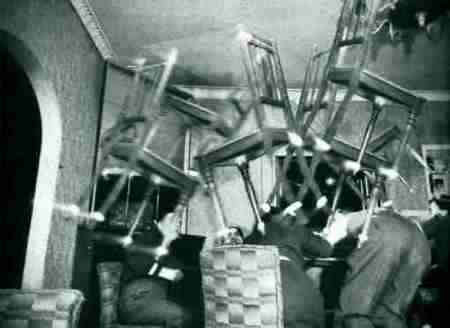
Un turbinio di sedie volanti, attribuito a un fenomeno di poltergeist.

Il termine poltergeist (AFI: [polterˈɡaist] o [ˈpɔlterɡaist]) deriva dal tedesco e significa spirito rumoroso (geist significa spirito, poltern rumoreggiare). Esso si manifesterebbe sostanzialmente con il presunto movimento improvviso di oggetti: quadri che cadono, mobili che si spostano, elettrodomestici che si accendono e si spengono, pietre e sassi che volano con traiettorie insolite. Gli episodi di un poltergeist, secondo i sostenitori di tale teoria, tendono inoltre ad essere accompagnati da ulteriori manifestazioni soprannaturali come: l'autocombustione, levitazione di persone, comparsa di pozze d'acqua e di scritte sui muri fino alla produzione di voci. L'esistenza di questo fenomeno, mai accertata, veniva ipotizzata già ai tempi dell'antica Roma e se ne fa menzione in documenti del Medioevo in Germania, Galles e Cina. Sono, altresì, frequenti presunti casi di poltergeist in epoca moderna.
Non esistono prove scientifiche dei casi di presunti poltergeist, le cui manifestazioni sono ricondotte al fenomeno autosuggestivo dell'effetto placebo.
In genere, i racconti e le testimonianze sui poltergeist sono accomunati da quattro caratteristiche costanti:
- gli oggetti in movimento raramente colpiscono le persone presenti o danneggiano gravemente la casa;
- le manifestazioni durerebbero alcune settimane o alcuni mesi al massimo;
- si verificherebbe quasi sempre in presenza di una particolare persona, detta persona focale, che, nella maggior parte dei casi, sarebbe in età adolescenziale;
- oggetti che prendono fuoco inspiegabilmente.

## Interpretazioni e ipotesi
Il fenomeno del poltergeist non sfugge al perpetuo (e spesso vivace) dibattito tra gli "scettici" e i "credenti" in materia di fatti paranormali.
(Richard Monvoisin)
(Henri Poincaré)
(Sir William Crookes)
(Guy Lyon Playfair)

### Ipotesi razionalista
Gli scettici sono rappresentati principalmente dai movimenti razionalisti e zetetici, fautori dello scetticismo scientifico, che ritengono che questo tipo di manifestazione, che sfida le basi della fisica e della ragione, abbia necessariamente una spiegazione razionale e che non è stata rilevata e/o si basa solo su testimonianze prive di attendibilità o obiettività. Basano le loro dimostrazioni sui molti casi in cui presunti i poltergeist hanno trovato, prima o poi, una spiegazione ordinaria soddisfacente, siano esse cause naturali, fantasie o inganni comprovati. Questo punto di vista, applicato a tutti i fenomeni paranormali, è condiviso da gran parte della comunità scientifica. È, tra l'altro, sintetizzato nelle opere co-scritte dal premio Nobel Georges Charpak e dal fisico Henri Broch.
Al di là delle posizioni di principio, gli scienziati ritengono che le attuali conoscenze in fisica siano sufficientemente avanzate da permetterci di sapere, con certezza, che alcuni fenomeni descritti, come il teletrasporto di un oggetto attraverso un corpo solido, pannello o parete, sono e resteranno impossibili, qualunque siano le future scoperte. Come osserva Carlo Rovelli:

### Ipotesi della "ragazzina cattiva"

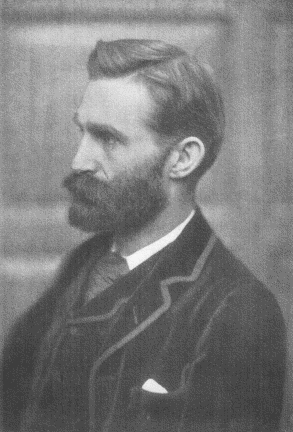
Frank Podmore

All'inizio del XX secolo, un membro del consiglio di amministrazione della Society for Psychical Research of England (o SPR), Frank Podmore ha analizzato le migliaia di manifestazioni di poltergeist identificate dalla sua associazione. È giunto alla conclusione che nella maggior parte dei casi è coinvolto un adolescente disturbato, intorno all'età della pubertà, più frequentemente una ragazza che un ragazzo. La sua seconda conclusione è che i fenomeni siano causati direttamente dagli adolescenti, o che comunicano i loro terrori e le loro allucinazioni a coloro che li circondano, o che sono direttamente gli autori delle mistificazioni non rilevate dai testimoni. La sua teoria è diventata nota come la teoria della ragazzina cattiva.

### Ipotesi sociologiche o folcloristiche

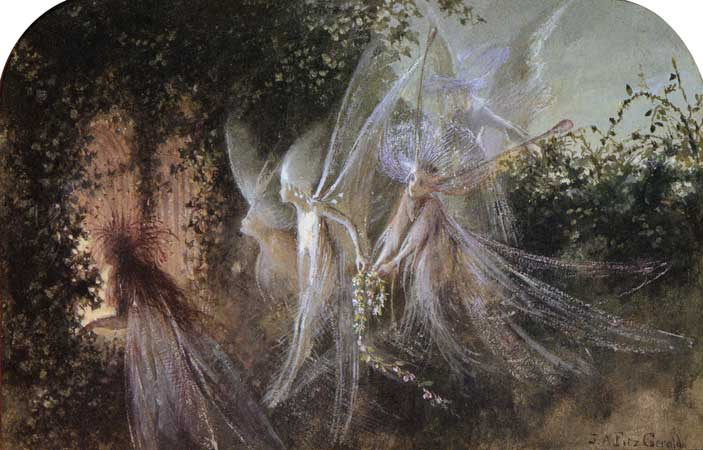
Fate che guardano attraverso un arco gotico.

Per sociologi e folcloristi, i poltergeist sono una credenza popolare, nata dall'inconscio collettivo, proprio come i fantasmi, i lupi mannari, i vampiri, le fate, i goblin e altri esseri o manifestazioni immaginari. Si può tracciare un parallelo con l'approccio psicosociale al fenomeno degli UFO.
I folcloristi notano anche i molti parallelismi tra gli scherzi attribuiti a fate o elfi (o qualsiasi altro essere simile, qualunque sia il suo nome e le specifiche) e le azioni dei poltergeist. Questi compaiono, insieme ai fantasmi, tra le punizioni inflitte a coloro che si presume li abbiano offesi.

### Ipotesi psicoanalitica

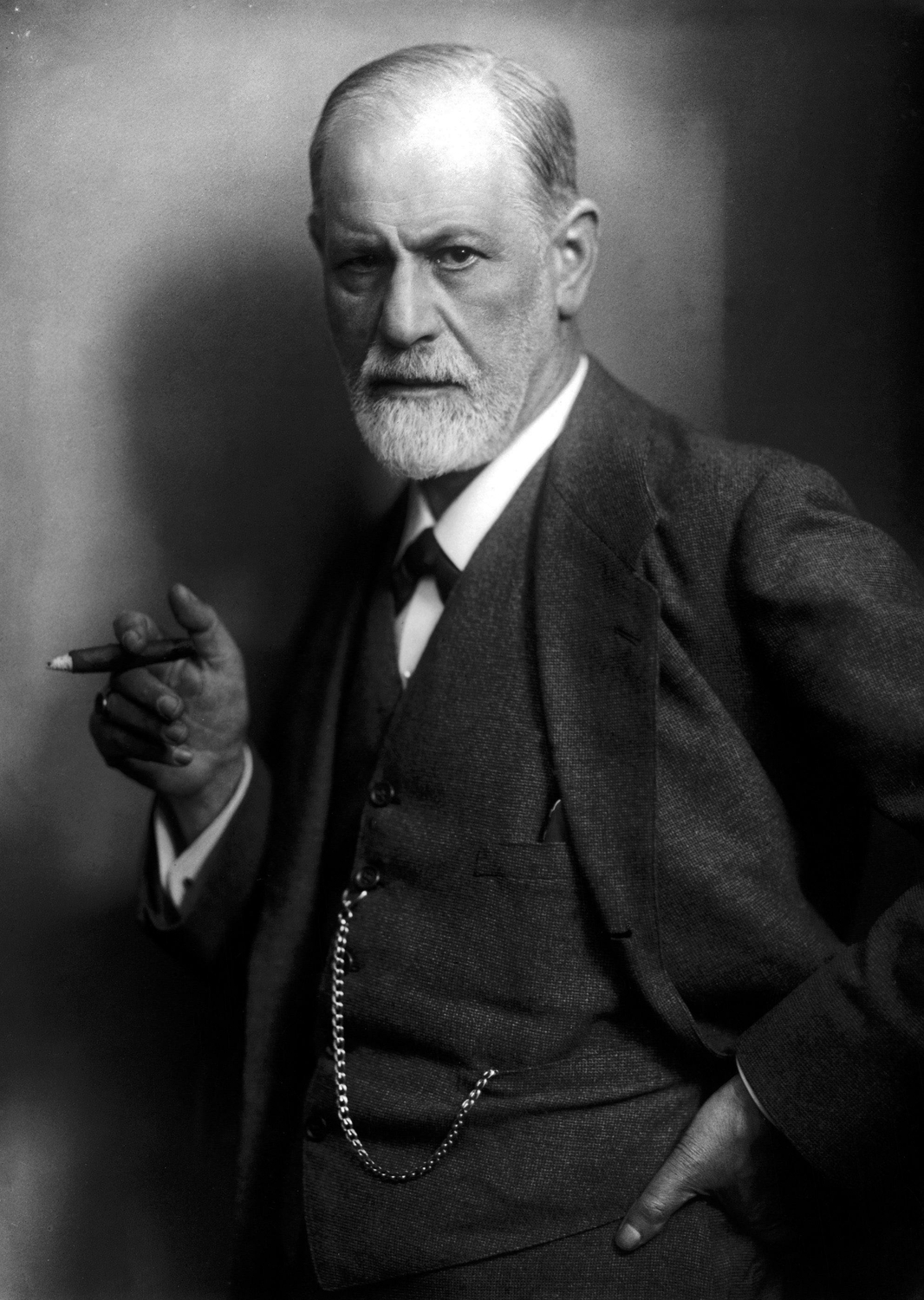
Sigmund Freud.

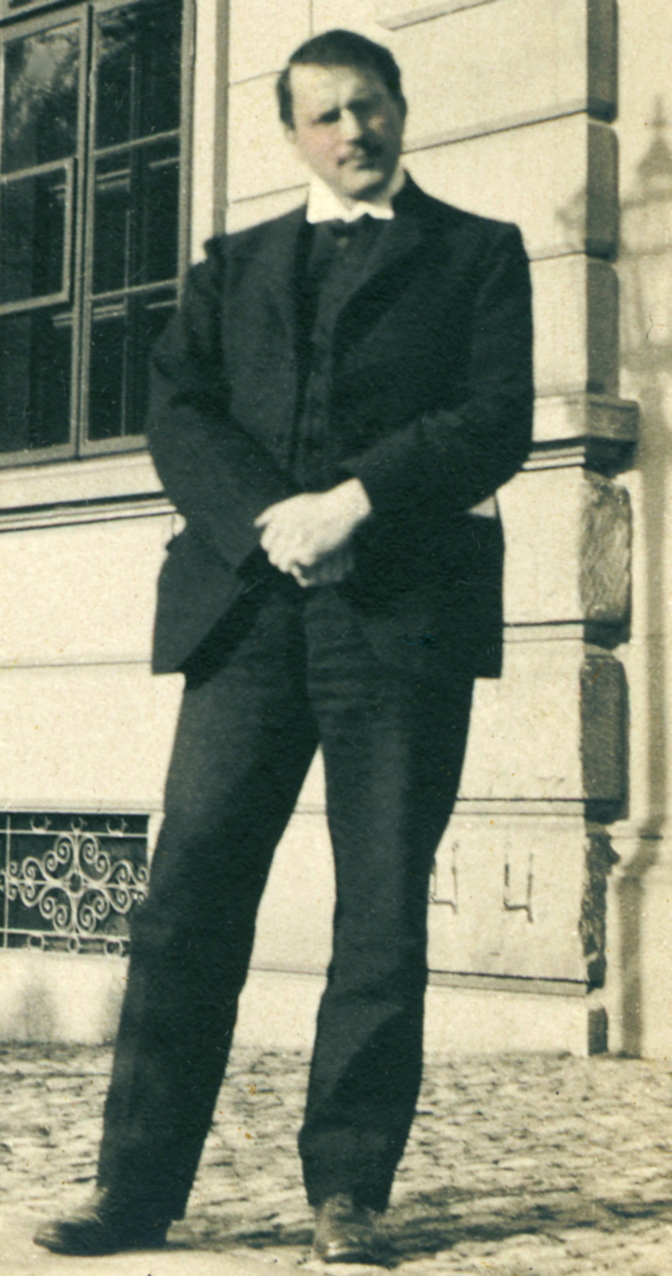
Carl Gustav Jung nel 1910.

Per gli psicoanalisti, i poltergeist sono di natura allucinatoria. Sono la proiezione esterna di conflitti psicologici interni agli individui interessati, a cui deve essere trovato un significato. Secondo Sigmund Freud:
In questo approccio, le possibili manifestazioni fisiche risultano essere eventi secondari, anche trascurabili:
Freud non credeva ai fenomeni di psicocinesi, l'esatto contrario di Jung, il quale racconta così quanto accadde durante uno dei loro incontri in cui affrontarono questo argomento, il 25 marzo 1909 a Vienna:
Secondo lo psicologo e psicoanalista Djohar Si Ahmed:

### Ipotesi parapsicologica o metapsichica
Dalla fine del XIX secolo, diversi gruppi di ricerca sui fenomeni paranormali e sulla parapsicologia si sono concentrati sullo studio delle manifestazioni legate ai poltergeist, sia in Francia che in altri paesi. Citiamo l'Institut métapsychique international (IMI), istituito nel 1919 in Francia, la Society for Psychical Research (SPR) fondata nel 1898 in Inghilterra, l'American Society for Psychical Research (SAPR) negli Stati Uniti, l'Institut für Grenzgebiete der Psychologie und Psychohygiene (IGPP) in Germania o l'Istituto brasiliano per la ricerca psicobiofisica (IBPP) in Brasile. Queste organizzazioni, raggruppate nell'Associazione Parapsicologica, sono composte da ricercatori di varie discipline che stanno tentando un approccio scientifico a tali fenomeni.

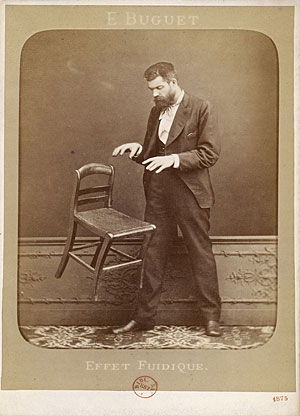
Falsa dimostrazione di psicocinesi nel 1875.

L'ipotesi difesa dai parapsicologi Hans Bender e William G. Roll è generalmente adottata da questi ricercatori. Le manifestazioni sarebbero dovute ad un effetto di psicocinesi spontanea (PK), prodotto inconsciamente da una persona disturbata, e più specificamente chiamato psicocinesi spontanea e ripetitiva (PKSR). Tuttavia, va notato che " l'effetto PK Finora non è stato scientificamente dimostrato. Secondo Alan Gauld, un altro specialista in materia:
I parapsicologi sono divisi sulle cause profonde che animano il soggetto all'origine delle manifestazioni e quali potrebbero essere:
- entrambi gli elementi si sono dissociati dalla personalità e dalla coscienza del catalizzatore (medium);
- la percezione da parte di questo mezzo di una "presenza” nell'abitazione e il ricordo di uno o più defunti che l'hanno precedentemente occupata.

Quest'ultima possibilità si avvicina all'ipotesi spiritualista, dalla quale si distingue però per l'assenza di riferimento a uno “spirito” agente.
Modellazione del fenomeno
Un fisico e psicologo tedesco, Walter von Lucadou, ha proposto un modello teorico e sperimentale originale, chiamato "Modello informativo pragmatico" (MPI), per descrivere i fenomeni parapsicologici. Secondo lui, i poltergeist hanno un'evoluzione in quattro fasi successive:
- sorpresa: scoperta di manifestazioni in crescita, le cui cause fisiche sono ricercate invano da testimoni che finiscono per chiedere aiuto esterno (polizia, gendarmeria, ecc.);
- mutevolezza: in assenza di cause identificate, l'origine soprannaturale inizia ad essere evocata. La natura delle manifestazioni sta cambiando. L'arrivo di giornalisti e parapsicologi aumenta la "richiesta" implicita di fatti osservabili che, allo stesso tempo, stanno diventando scarsi;
- declino: gli osservatori si stancano e perdono interesse. Scoprono frodi;
- repressione: la frode viene pubblicizzata, i testimoni vengono messi alla berlina e ridicolizzati.

Il modello immaginato da Walter von Lucadou è estremamente complesso. In sintesi, il fenomeno potrebbe avere solo una quantità finita di informazioni pragmatiche (I) scambiate con l'ambiente in un processo descritto da un'equazione matematica:
I = Affidabilità × Autonomia = Conferma × Novità.
Ne consegue che la ricerca di un aumento dell'attendibilità delle osservazioni diminuisce la loro autonomia e che l'aumento della percezione di queste manifestazioni, la loro conferma, ne riduce la novità. Una delle conseguenze di questa teoria sarebbe la spiegazione della difficoltà ricorrente nell'ottenere prove incontestabili. Ad esempio, la registrazione video completa di un evento supererebbe la quantità di informazioni pragmatiche disponibili dal fenomeno e sarebbe quindi impossibile.

### Ipotesi religiosa

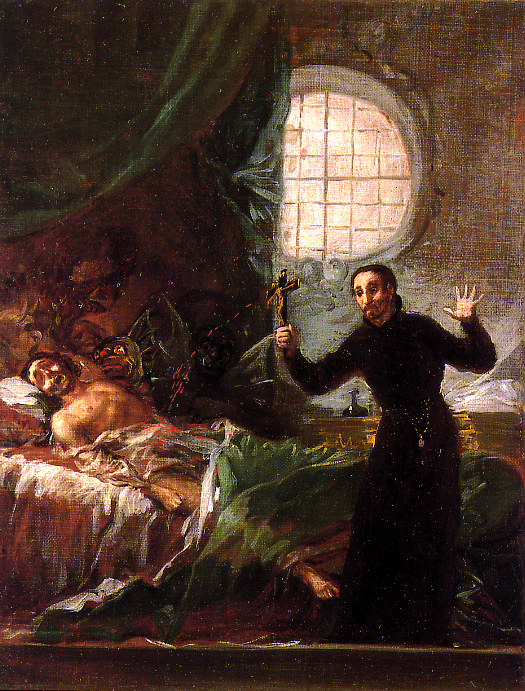
Un esorcismo visto da Goya.

La possibilità di contagio di luoghi o persone da parte di demoni e la loro espulsione mediante specifiche operazioni religiose o magiche, è presente nella maggior parte delle religioni e culture.
Con molte varianti, le Chiese cristiane hanno, in generale, a lungo considerato i fenomeni di inquietudine e poltergeist come casi di possessione diabolica causa della presenza di entità demoniache che potrebbero essere ritualizzate secondo appropriati esorcismi. Questa pratica si è sviluppata contemporaneamente all'onnipresenza del demone nella religione, dalla fine del Medioevo fino al XIX secolo. Attualmente, l'esorcismo viene generalmente utilizzato solo come ultima risorsa, con successo variabile, dopo il fallimento di soluzioni psicologiche o psichiatriche:
(Catechismo della Chiesa Cattolica)
Tuttavia, padre Herbert Thurston, un prete cattolico gesuita, ricorda che gli esorcismi riguardano esclusivamente l'espulsione di spiriti malvagi dai corpi dei vivi e che:
È anche ovvio che, in diversi casi legati alla sua opera, i vari rituali praticati da sacerdoti di varie religioni cristiane per cercare di porre fine ai fenomeni sono tutti falliti, simboli religiosi come crocifissi, immagini pie o acqua santa avendo se stessi vittime degli abusi.

### Ipotesi spiritualista

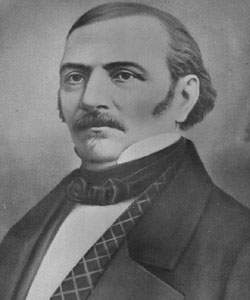
Allan Kardec, fondatore dello spiritualismo.

Secondo la dottrina spiritualista esposta da Allan Kardec, i poltergeist sono le manifestazioni di Spiriti disincarnati di basso livello, appartenenti alla sesta classe del terzo ordine, secondo la scala spiritica:
(Allan Kardec, Le Livre des Esprits)
Tuttavia, la presenza di un mezzo (medium) con un effetto fisico sembra essenziale. Il medium generalmente non sa di avere questa facoltà. Involontariamente, cede energia agli Spiriti che la usano per provocare le manifestazioni, come nel caso delle sorelle Fox, all'origine del movimento spiritista.

## Nei media
- Il personaggio di Pix (Peeves), della serie letteraria Harry Potter, è un poltergeist.
- Nel film Interstellar il fenomeno del poltergeist (e dei suoi effetti gravitazionali) rappresenta un elemento chiave della sceneggiatura, specialmente a partire dal terzo atto.
- La serie televisiva Lost presenta più rimandi a manifestazioni incorporee incontrollate da parte di entità disincarnate, in particolare nell'episodio "L'uomo dietro le quinte"  della terza stagione.
- In Luigi’s Mansion 2, i Poltergeist sono fantasmi arancioni con la testa grande che attaccano Luigi con i libri.
- Al fenomeno è ispirato il celebre film statunitense Poltergeist - Demoniache presenze.

### Approfondimenti
1. ↑  Fotografia scattata a Madrid nel negozio di antiquariato Baúl del Monje dal gruppo di ricerca paranormale «Hepta» nel febbraio 1999.
2. ↑  Come nel caso di Enfield nel 1977
3. ↑  Podmore è il nome di un mago della saga di Harry Potter nell'Ordine della Fenice, probabilmente un cenno dell'autore J.K. Rowling.
4. ↑  L'origine precisa e l'autenticità di questa fotografia, spesso utilizzata per illustrare un caso di poltergeist a Madrid nel 1999, non è stata stabilita.
5. ↑  Dall’inglese RSPK per Recurrent Spontaneous Psycho-Kinese
6. ↑  Questo è chiaramente ispirato a uno dei principi della fisica quantistica che postula che l'osservazione influenzi il sistema osservato.

### Citazioni
1. ↑   Luciano Canepari, poltergeist, in Il DiPI: dizionario di pronuncia italiana, Bologna, Zanichelli, 1999, ISBN 88-08-09344-1.
2. ↑  Site de l'Observatoire Zététique, 15 août 2006.Définition Archiviato il 7 settembre 2009 in Internet Archive.
3. ↑  Devenez sorciers, devenez savants et Gourous, sorciers et savants aux Éditions Odile Jacob
4. ↑  (FR) Poltergeists - Maisons hantées et les mystères du téléphone / Afis Science - Association française pour l’information scientifique, su Afis Science - Association française pour l’information scientifique.
5. ↑  (EN) H.B. Turner, Proceedings of the American Society for Psychical Research, American Society for Psychical Research, 1908
6. ↑  (EN)  William Henry Salte, Zoar, reprint of the ed. published by Sidgwick and Jackson, Ayer Publishing, 1975
7. ↑   Site de l'IMI, su metapsychique.org. URL consultato il 17 febbraio 2021 (archiviato dall'url originale il 18 dicembre 2008).
8. ↑  (DE)  Hans Bender, Der Rosenheimer Spuk – ein Fall spontaner Psychokinese, 1968 in Zeitschrift für Parapsychologie und Grenzgebiete der Psychologie 11 pp. 104-112
9. ↑  (EN)  William G. Roll, The Poltergeist, Paraview Special Éditions, 2004, ISBN 1-931044-69-4
10. ↑  Guy Lyon Playfair, Cette maison est hantée, Éditions du Rocher, 1982, p. 252
11. ↑   Poltergeist sur le site de l'IMI, su metapsychique.org. URL consultato il 17 febbraio 2021 (archiviato dall'url originale l'8 gennaio 2009).
12. ↑  (DE)  Walter von Lucadou, Psyche und Chaos – Theorien der Parapsychologie, Insel Verlag, Frankfort, 1995
13. ↑   Possessions diaboliques, su catholique.org. URL consultato il 17 febbraio 2021 (archiviato dall'url originale l'11 gennaio 2009).
14. ↑  Catechismo della Chiesa Cattolica paragrafo 1673
15. ↑  Thurston, p. 260.
16. ↑   Kardec Allan, 106, in Le Livre des Esprits, Jean de Bonnot, 2000,  p. 46.